# Apostag
Apostag là một thị trấn thuộc hạt Bács-Kiskun, Hungary. Thị trấn này có diện tích 31,94 km², dân số năm 2010 là 1997 người, mật độ 63 người/km².